# Джебла

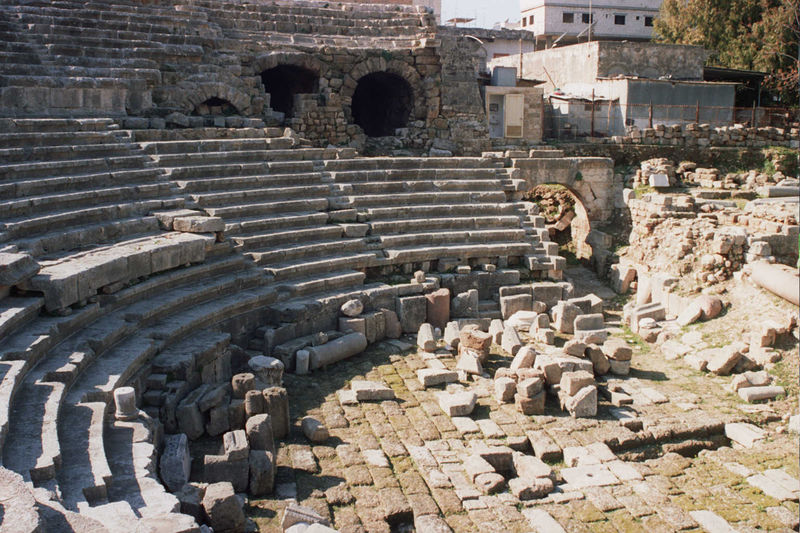
Амфітеатр у Джеблі

Дже́бла (араб. جبلة) — місто на заході Сирії, за 18 км від Латакії. Населення близько 80 000 жителів (2008).

## Історія
Фінікійці називали місто Габала. В античні часи Джебла була важливим містом Римської імперії. Тут був побудований великий амфітеатр, що вміщав до 8000 глядачів. У часи війни амфітеатр перетворювався на фортецю, від якою підземний хід вів до моря.
Пізніше Джебла входила до складу князівства Антіохії, однієї з держав хрестоносців. 1167 року Джеблу захопив і зруйнував Нур ад-Дін, та хрестоносці невдовзі знову взяли місто в свої руки. Саладін удруге відвоював Джеблу 15 липня 1188 року, але невдовзі відступив, і хрестоносці повернулися до міста.
1268 року на князівство Антіохії напали мамлюки, гарнізон Джебли було перекинуто для оборони міста Антіохії, оборону Джебли було доручено госпітальєрам, які під час штурму головної фортеці мамлюків Маргата опинилися в скрутному становищі й полишили місто Джебла без бою.
У місті розташовані гробниця та мечеть султана Ібрагіма Бін Адхам, відомого суфія, який зрікся від трону.